# Tatra 803

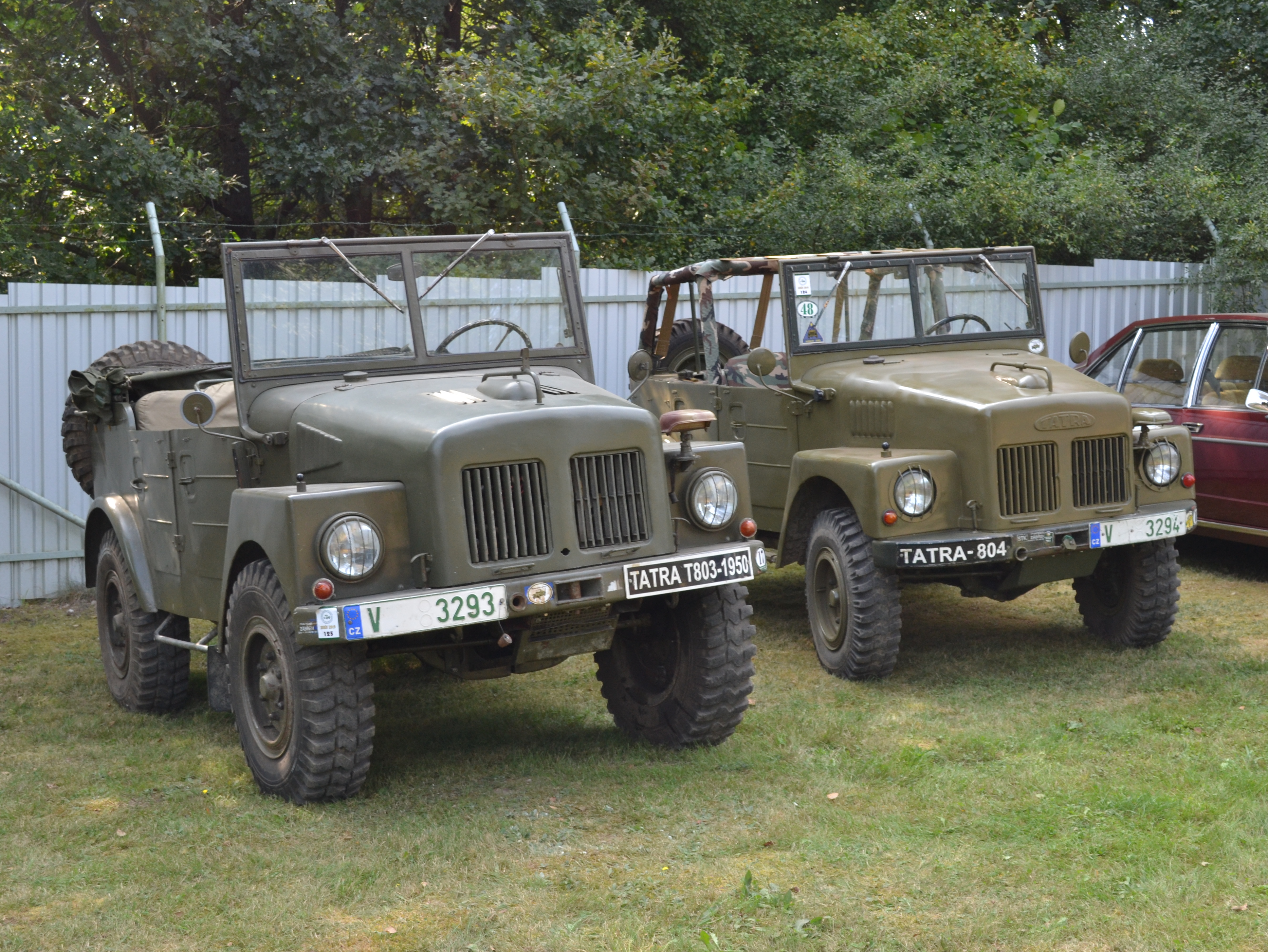
Tatra 803 und 804

Der Tatra 803 war der Prototyp eines leichten Geländewagens (Kübelwagens), den das Tatrawerk in Kopřivnice (deutsch: Nesselsdorf) im Jahr 1950 baute.
Das Modell hatte den obengesteuerten, luftgekühlten Achtzylinder-V-Motor des Typs 603 A mit 2545 cm³ Hubraum und 75 PS (55 kW) Leistung bei 4200/min. Der Motor trieb über eine Einscheibentrockenkupplung und ein Vierganggetriebe alle vier Räder an. Die Höchstgeschwindigkeit betrug 103 km/h. Bei 1730 kg Leergewicht betrug die Nutzlast 750 kg. Es wurden nur zwei Fahrzeuge für Versuchszwecke hergestellt.
1951 erschien mit dem Tatra 804 ein ganz ähnliches Fahrzeug, das im Unterschied zum Vorgänger 200 mm weniger Radstand und 65 mm weniger Bodenfreiheit hatte. Das Fahrzeug übernahm die Mechanik vom Vorgänger, hatte aber bei 1590 kg Leergewicht 400 kg Nutzlast. Von diesem ebenfalls 103 km/h schnellen Baumuster wurde nur ein Stück gebaut.